# Гнедков
Гнедков — русская фамилия, происходящая от слова «гнедой», что указывает на рыжий или каштановый окрас, часто применяемый к лошадям. Фамилия может возникнуть как прозвище для человека с рыжими волосами или отличительной внешностью.

### Известные носители

#### Мужчины
- Гнедков, Иван Петрович (род. 1960) — российский ученый, доктор биологических наук, профессор Московского государственного университета.
- Гнедков, Алексей Иванович (1901—1975) — советский военнослужащий, полковник, участник Великой Отечественной войны.

#### Женщины
- Гнедкова, Мария Сергеевна (род. 1985) — российская певица и актриса, выступающая на международной сцене.

### География
- Гнедковская улица — название улицы в ряде городов России, например, в Воронеже и Твери.

### Этимология
Фамилия Гнедков происходит от старинного русского слова «гнедой», связанного с описанием цвета. В качестве фамилии она распространилась в XIX веке и встречается преимущественно в центральных и южных регионах России. Вероятно, фамилия принадлежала людям, у которых был светлый или рыжеватый оттенок волос, или которые занимались разведением гнедых лошадей.

### Варианты написания
Фамилия может встречаться в различных вариантах:
- Гнедков
- Гнедкова (женский вариант)